# Клонмел
Клонмел (енгл. Clonmel, ир. Cluain Meala) је значајан град у Републици Ирској, у јужном делу државе. Град је у саставу округа округа Јужни Типерари и представља његово седиште и највећи град.

## Природни услови
Град Клонмел се налази у јужном делу ирског острва и Републике Ирске и припада покрајини Манстер. Град је удаљен 190 километара југозападно од Даблина. 
Рељеф: Клонмел је смештен у равничарском подручју јужне Ирске. Град се развио у долини реке Шур. Надморска висина средишњег дела града је око 25 метара.
Клима: Клима у Клонмелу је умерено континентална са изразитим утицајем Атлантика и Голфске струје. Стога град одликује блага и веома променљива клима.
Воде: Клонмел се налази на реци Шур, која дели град на јужни и северни део.

## Историја
Подручје Клонмела било насељено већ у време праисторије. Дато подручје је освојено од стране енглеских Нормана у крајем 12. века. Тада се већ образује трговачко насеље, које добило 1608. г. добило статус града.
Током 16. и 17. века Клонмел је учествовао у бурним временима око борби за власт над Енглеском. Ово је оштетило градску привреду. Међутим, прави суноврат привреде града десио се средином 19. века у време ирске глади.
Клонмел је од 1921. г. у саставу Републике Ирске. Опоравак града започео је тек последњих деценија, када је Клонмел поново забележио нагли развој и раст.

## Становништво
Према последњим проценама из 2011. г. Клонмел је имао 16 хиљада становника у граду и близу 17 хиљада у широј градској зони. Последњих година број становника у граду се повећава.

## Привреда
Клонмел је био традиционално индустријско и трговачко средиште. Последњих деценија градска привреда се махом заснива на пословању, трговини и услугама. Такође, последњих година производња болничких потрепштина постаје све важнија делатност у граду.

## Збирка слика
- Здање суда
- Богородичина црква у Клонмелу
- Мичелова улица, главна пешачка зона
- Стара зграда полиције